# Avenida Quintana

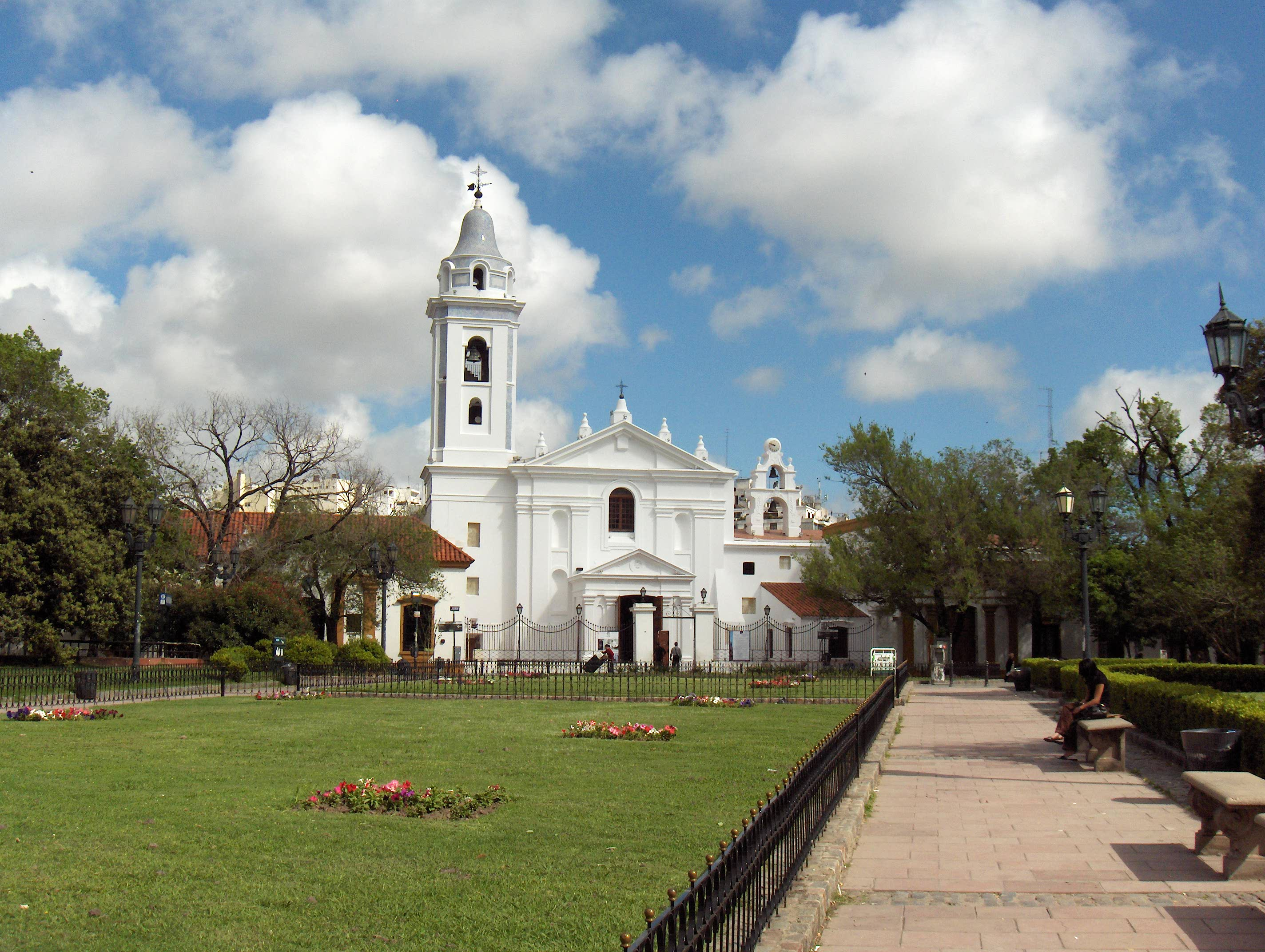
Iglesia del Pilar de Recoleta.

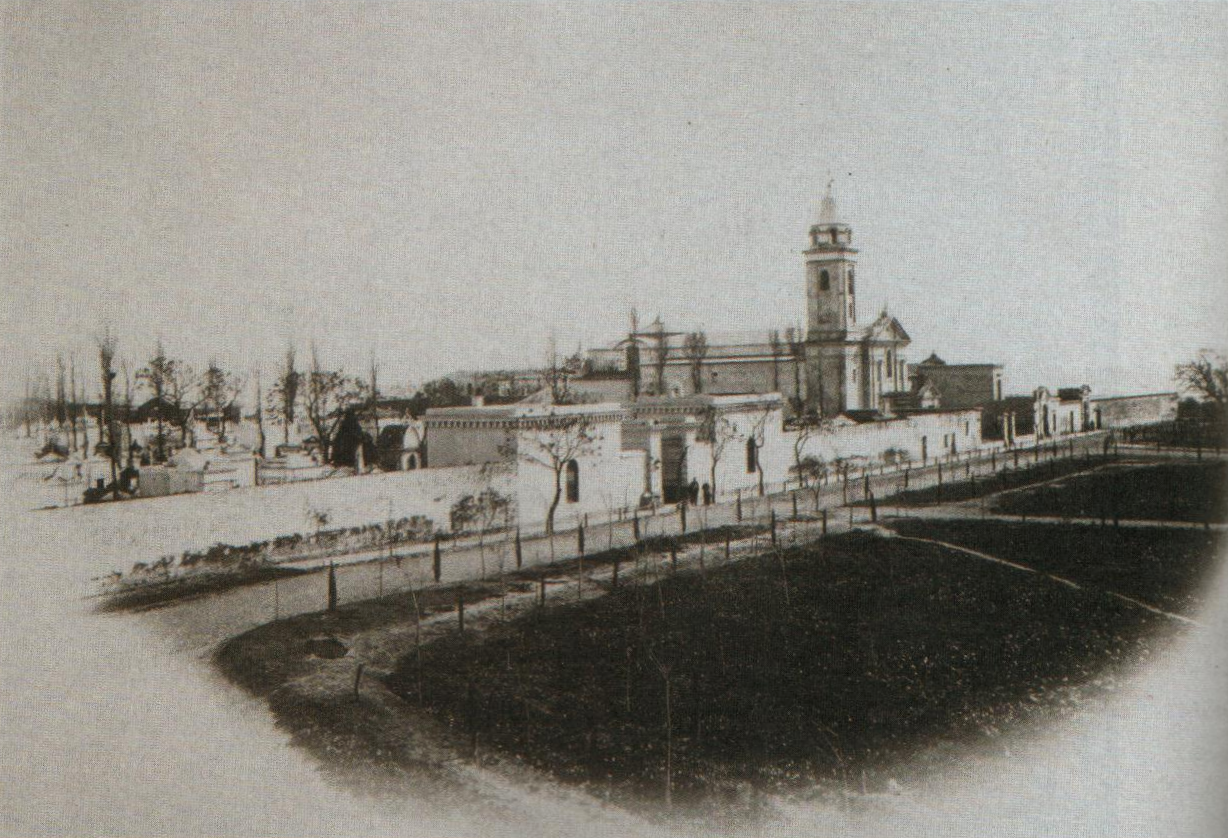
El Pilar hacia 1867.

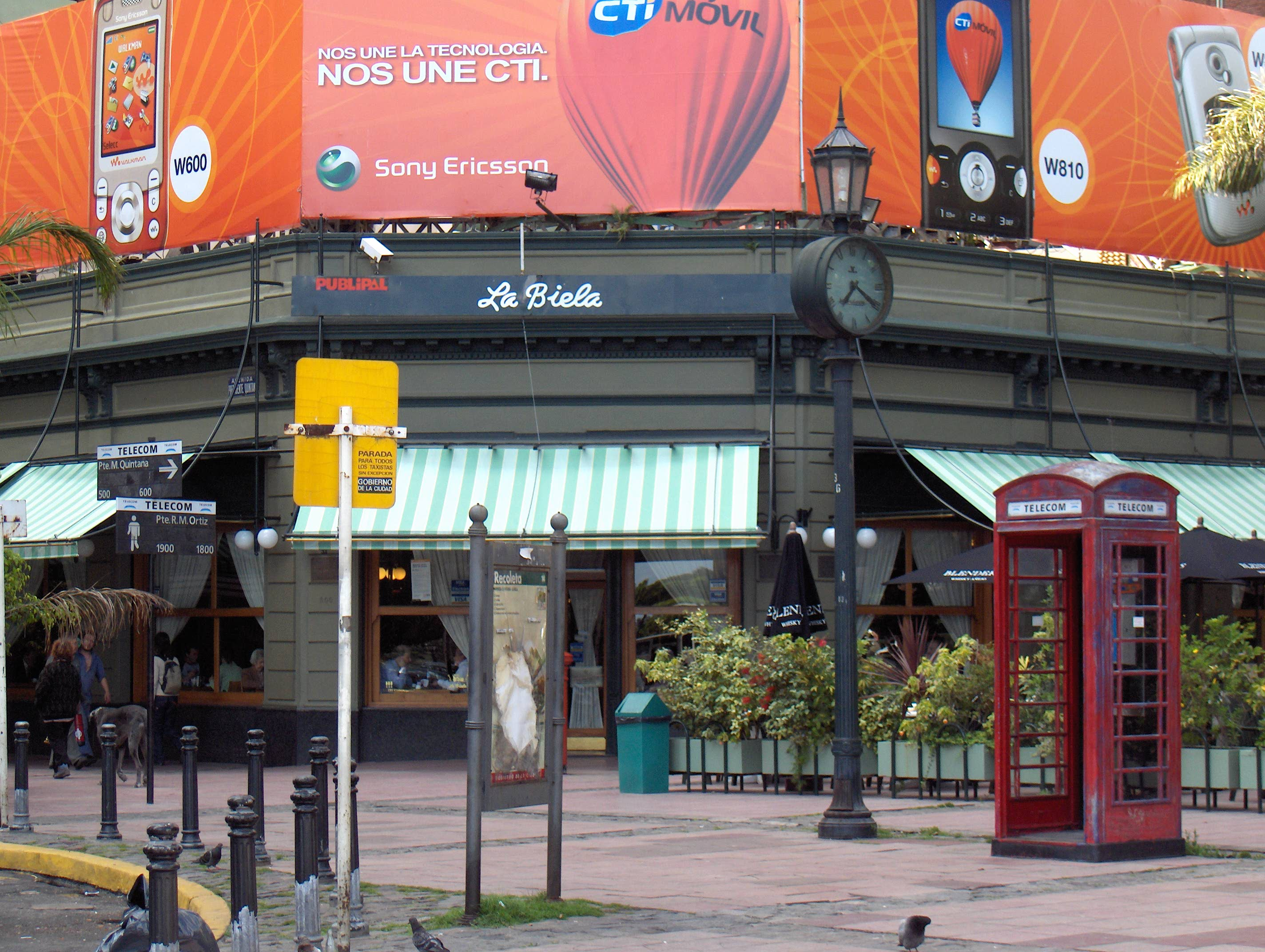
La Biela.

La avenida Presidente Quintana es una de las tradicionales arterias del Barrio Norte de Buenos Aires, Argentina. Se inicia en la intersección de las calles Libertad y Juncal (lugar que antiguamente se denominaba Cinco Esquinas), finalizando en la Basílica Nuestra Señora del Pilar de la Recoleta y el cementerio de la Recoleta.

## Historia
Originalmente rodeada por quintas, se la conocía como "La calle larga de la Recoleta" porque permitía el acceso a la ciudad a los monjes recoletos descalzos que se habían instalado en la zona a comienzos del siglo XVIII, y por pasar por una zona rural no existían otros caminos que la cortaran en buena parte de su recorrido. No había sido trazada oficialmente siguiendo planos, sino que se había abierto de forma espontánea según la necesidad de los propietarios de las quintas del barrio.
Por este motivo era un camino de ancho desigual, ya que dependía de cada vecino que decidía arbitrariamente adonde colocaba el cerco de su propiedad; así, era un camino pintoresco pero angosto, solitario y lúgubre de noche. Recién una vez terminado el gobierno de Juan Manuel de Rosas, luego de 1852, la calle fue empedrada, aunque de manera muy deficiente según relata Santiago Calzadilla en 1891.
Se destacaba a comienzos del siglo XIX la quinta de Martín de Elordi, que ocupaba las dos manzanas de la actual Avenida Quintana entre las calles Parera y Montevideo, en donde un grupo de ladrones planificó un asalto en 1818. Sin embargo, enterado el Sargento Rafael Alcaraz, esperó a los criminales, asesinó al cabecilla de la banda y ahorcó a los demás en un árbol de la quinta.
En 1869 comenzaron a funcionar en Buenos Aires los tranvías de la Compañía de Tranvías de Buenos Aires, tirados originalmente por caballos que unían con su recorrido la actual Plaza de Mayo con la Iglesia del Pilar en Recoleta. Sobre la Calle Larga, por donde pasaban los tranvías, se encontraba la Estación de la Compañía. Más allá del tranvía, el tránsito por la Calle Larga era reducido, y se limitaba sobre todo a los coches fúnebres que conducían al Cementerio del Norte, establecido definitivamente por Bernardino Rivadavia en 1822.
Recién a partir del florecimiento de la Recoleta en la década de 1880, potenciado por la parquización del Paseo de la Recoleta (actual Plaza Intendente Alvear), el paisaje del barrio fue cambiando y las estancias se lotearon para la construcción de casas y algunas grandes residencias, sobre todo en la nueva Avenida Alvear. Sobre la Avenida República en la esquina con Ayacucho, como ya se llamaba en esos años, se destacaba la residencia del político Benito Villanueva, demolida a fines de la década de 1930.
También se recuerda un hecho trascendente en la historia argentina y uno de los primeros atentados terroristas en Buenos Aires, cuando en 1909 fue asesinado el Jefe de la Policía Federal, Coronel Ramón Falcón, cuando regresaba de un entierro en la Recoleta.
A partir de la década de 1930, el paisaje de la Avenida Quintana fue cambiando, y las grandes residencias y casas familiares fueron rápidamente desapareciendo para dar paso a los grandes y lujosos edificios de departamentos elegidos por la tradicional clase alta de Buenos Aires.

## Recorrido
El primer tramo, partiendo de Cinco Esquinas hasta cruzar la Avenida Callao, es una calle angosta, a partir de esa esquina se ensancha en sus últimas dos cuadras de recorrido hasta llegar al predio del Pilar en la Plaza Intendente Alvear.
En el número 596 se halla el clásico café porteño La Biela inaugurado en 1850, originalmente Aero-Bar lleva ese nombre desde 1942 por haber sido la cita de aficionados al automovilismo y declarado sitio de atracción cultural desde 1999.